# Emma Hrnčzyrz

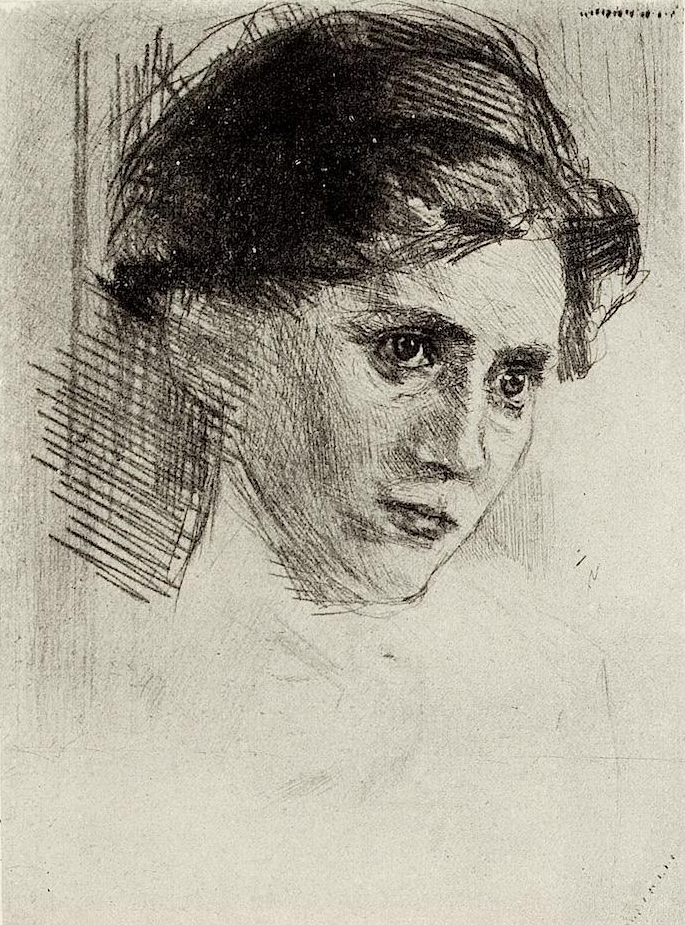
Selbstbildnis von Emma Hrnčzyrz

Emma Ludovica Hrnčzyrz (IPA: [ɦr̩nt͡ʃiːr̝̊]; * 19. Oktober 1873 in Wien; † 30. Dezember 1923 in Brunn am Gebirge) war eine österreichische Radiererin.

## Leben
Emma Hrnčzyrz war die Tochter des Offiziers Johann Hrnczyrz, der nach einer Verletzung seine militärische Laufbahn beendete und ab 1866 in Wien als Beamter der Südbahn arbeitete. Auch Emma Hrnčzyrz wurde später Beamtin bei der Südbahn, um damit den Lebensunterhalt für sich und ihre Mutter bestreiten zu können und so als Künstlerin unabhängig vom Geschmack der Käufer und Kunsthändler zu bleiben.
Ihre künstlerische Ausbildung erhielt Hrnčzyrz an der Kunstschule für Frauen und Mädchen in Wien bei dem Maler und Grafiker Ludwig Michalek. Sie war Gründungsmitglied und Vizepräsidentin der Organisation „Radierklub Wiener Künstlerinnen“, die sich aus Schülerinnen Michaleks gebildet hatte. 1903 trug sie mit Radierungen zur ersten Jahresmappe des Radierklubs bei. Auch an den Mappen des Klubs, die in den Folgejahren erschienen, war sie beteiligt. Zwischen 1909 und 1921 beschickte sie regelmäßig die Ausstellungen im Wiener Künstlerhaus.
Mit Ende des Ersten Weltkriegs zog Hrnčzyrz nach Brunn am Gebirge, wo sie 1923 im Alter von 50 Jahren an Brustkrebs starb.

## Werk

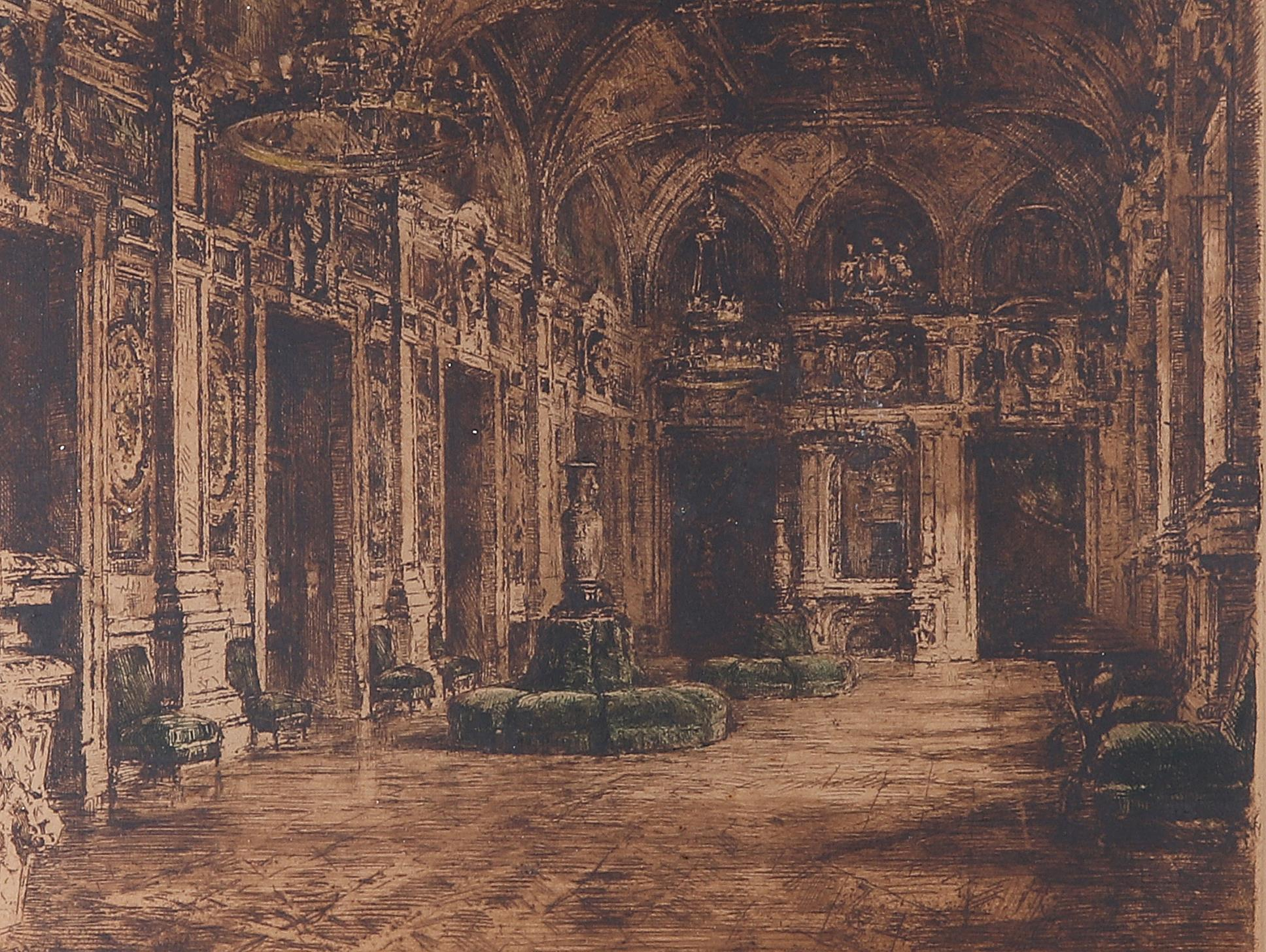
Radierung Foyer der Hofoper

Emma Hrnčzyrz schuf Radierungen von Wiener Kirchen- und Theater-Interieurs, Kirchenansichten und Architekturblätter, außerdem Stadtveduten von Wien, Abbildungen anderer Motive aus Wien und Niederösterreich sowie Porträts. Insbesondere stellte sie die Interieurs der Michaelerkirche, der Universitätskirche und des Stephansdoms dar. Als ihr Hauptwerk gilt eine Folge mit 10 Radierungen, welche Ansichten aus der Wiener Staatsoper zeigen.
Hrnčzyrz setzte bei ihren Werken in der Regel die reine Strichätzung, selten die Trockenstift-Radierung ein. Dabei arbeitete sie ohne Vorzeichnung, abgesehen von wenigen Orientierungslinien, direkt mit der Radiernadel auf der Platte.
Radierungen (Auswahl)
- Kapelle bei Brunn am Gebirge 1903, Jahresmappe des Radierklubs Wiener Künstlerinnen
- Straße bei Laternenschein, 1904, Jahresmappe des Radierklubs Wiener Künstlerinnen
- Seitenaltar der alten Universitätskirche, 1906, Jahresmappe des Radierklubs Wiener Künstlerinnen
- Föhrenwald, 1909, Jahresmappe des Radierklubs Wiener Künstlerinnen
- Aus der Sakristei bei den Michaelern, 1911, Jahresmappe des Radierklubs Wiener Künstlerinnen
- Hoher Markt und Foyer der Hofoper, 1912, Jahresmappe des Radierklubs Wiener Künstlerinnen
- Seitenaltar der Michaelerkirche, 1913 ausgestellt im Wiener Künstlerhaus
- Wiener Hofoper (Blick aus der Künstlerloge), 1914 ausgestellt im Wiener Künstlerhaus
- Selbstbildnis, Radierung, 1924 veröffentlicht
- Domherrensakristei von St. Stephan
- Der eiserne Vorhang, Burgtheater